# Line of Fire (série)
Pour le film, voir Line of Fire.
Line of Fire est une série télévisée américaine en 13 épisodes de 45 minutes, créée par Rod Lurie et dont seulement 11 épisodes ont été diffusés entre le 2 décembre 2003 et le 30 mai 2004 sur le réseau ABC.
En France, la série a été diffusée à partir du 30 juin 2005 sur Canal+ et rediffusée à partir du 19 février 2006 sur Jimmy.

## Synopsis
Cette série met en parallèle deux univers de la ville de Richmond en Virginie : la brigade du FBI, dirigée d'une main de fer par Lisa Cohen, et la mafia locale, dont le parrain est Jonah Malloy.

## Distribution
- Leslie Bibb (VF : Valérie Siclay) : Paige Van Doren
- Leslie Hope (VF : Véronique Augereau) : Lisa Cohen
- Anson Mount (VF : Damien Boisseau) : Roy Ravelle
- Jeffrey D. Sams (VF : Lucien Jean-Baptiste) : Todd Stevens
- Julie Ann Emery (VF : Barbara Tissier) : Jennifer Sampson
- Brian Goodman (en) (VF : Marc Alfos) : Donovan Stubbin
- Michael Irby (VF : Renaud Marx) : Amiel Macarthur
- David Paymer (VF : Gilbert Lévy) : Jonah Malloy

## Épisodes
1. Nouveau départ (Pilot)
2. La Valse à trois millions (Take the Money and Run)
3. Abus de pouvoir (Undercover Angel)
4. Cas de conscience (Mockingbird)
5. Programme de liquidation des témoins (Boom, Swagger, Boom)
6. Une nouvelle vie (Best Laid Plans)
7. L'Homme à abattre (I’m Your Boogie Man)
8. Le Dilemme d'une mère (Mother and Child Reunion)
9. Le Poids d'une mort (The Senator)
10. Vengeances [1/2] (Eminence Front [1/2])
11. Vengeances [2/2] (Eminence Front [2/2])
12. Liquide-moi si tu peux (Born to Run)
13. Coupable ? (This Land…)

## Commentaires
« Line of Fire » signifie « Ligne de mire ».
"Line of Fire" fut arrêtée brutalement au bout de treize épisodes, dont seulement onze ont été diffusés. Cette décision brutale peut paraitre surprenante concernant une série qui n'avait pas à rougir de la comparaison avec d'autres séries policières de ABC.
Elle s'explique cependant par le fait qu'elle étai en décalage manifeste sur une chaine généraliste et "tout public". Elle aurait certainement pu trouver une place sur une chaine du câble, où le public, plus élitiste, n'aurait pas été dérouté par sa noirceur et la complexité des personnages.
On peut par exemple estimer que les truands sont dépeints de manière beaucoup plus élaborée que les policiers, ce qui crée un sentiment de fascination, pouvant même tourner à l'empathie lors de l'ultime épisode.
Dans celui-ci, Jonah Malloy, le chef du gang, a été désigné juré dans un procès d'assise. Il se démène pour convaincre ses collègues de l'innocence de l'accusé, dans un décalque de « douze hommes en colère » où le méchant se voit paradoxalement attribuer le rôle du bon. C'est en effet grâce à ses connaissances du milieu de la pègre, et de ses habitudes, qu'il comprend immédiatement qu'il est impossible que l'accusé ait pu commettre le crime dont on l'accuse. Par jeu ou par conviction, il arrive à en convaincre les onze autres jurés sans se compromettre lui-même. À l'issue de l'épisode, il est impossible au spectateur de ne pas éprouver de sympathie pour ce personnage, qui est pourtant un criminel particulièrement violent, voire sadique, cupide et dénué de scrupule.